# Fabiana Costi
Fabiana Costi (Reggio Emilia, 6 ottobre 1986) è una calciatrice italiana, di ruolo attaccante.

## Biografia
Fabiana Costi nasce il 6 ottobre 1986 a Reggio Emilia, figlia d'arte in quanto la madre, Alda Caffarri, fu tra le pioniere del calcio femminile in Italia giocando per anni nel ruolo di libero nei campionati di vertice con Bologna, Parma e Reggio.
Con i genitori cresce a La Vecchia, frazione del comune di Vezzano sul Crostolo, dove si appassiona al calcio fin dalla giovanissima età assistendo alle partite del fratello maggiore, Dario.

## Carriera

### Giovanili
Inizia a giocare a calcio in prima elementare, unica femmina in una squadra di maschietti, prima a Vezzano, per passare, dopo alcune stagioni, all'Ambrosiana.

### Club
Fabiana cresce nelle giovanili della Reggiana passando presto titolare in prima squadra. Inserita in rosa già nel corso della stagione 2000-2001, fa il suo debutto a 14 anni nel campionato di Serie B, secondo livello del campionato italiano femminile di calcio, tuttavia per un suo regolare impiego deve aspettare la stagione 2002-2003, quella in cui la società è ammessa alla nuova Serie A2 voluta dalla FIGC come campionato cadetto.
Con le granata riesce a cogliere il suo primo trofeo nazionale, la Coppa Italia, alla fine della stagione 2009-2010. L'avventura nel capoluogo reggiano termina alla fine del campionato di Serie A 2010-2011 quando, nell'estate 2011, la società rinuncia ad iscriversi alla massima serie per ripartire dalla Serie C.
Durante il calciomercato estivo del 2011 si trasferisce alla Torres, dove resta per due stagioni, conquistando due scudetti e una Supercoppa italiana. Nel 2013 si trasferisce al Brescia, con cui vince uno scudetto, una Coppa Italia e una Supercoppa italiana. Nella stagione 2015-2016 milita nella Fiorentina.
Dopo un solo anno a Firenze fa ritorno alla Reggiana, che nel 2016 cede il titolo sportivo al Sassuolo. Con la maglia della società neroverde conquista un campionato di Serie B e partecipa al successivo campionato di Serie A.
Nel luglio 2018 si trasferisce all'Inter Milano, che nell'ottobre successivo cede il titolo sportivo all'Inter. Il 28 ottobre 2018, contestualmente alla gara Inter-Cittadella 2-0 in Serie B, Costi realizza il primo gol nella storia dell'Inter. In nerazzurro vince un altro campionato di Serie B, contribuendo alla storica promozione in Serie A della società nerazzurra.
Durante il pre-campionato estivo con l'Inter, nell'agosto 2019, subisce un infortunio grave che la tiene ai box per l'intera stagione.
Nell'estate del 2020 riparte dal Cesena, club militante in Serie B. A fine dicembre 2022, dopo due stagioni e mezzo al Cesena, si trasferisce al Genoa, continuando a giocare nella seconda serie del campionato italiano.
Con la maglia del Grifone, nel corso della stagione 2023-2024, ha collezionato 5 reti in 19 presenze.  A fine stagione non trova l’accordo del rinnovo e resta in attesa di uno stimolante progetto.  

.

## Statistiche

### Presenze e reti nei club
| Stagione        | Squadra         | Campionato      | Campionato | Campionato | Coppe nazionali | Coppe nazionali | Coppe nazionali | Coppe continentale | Coppe continentale | Coppe continentale | Altre coppe | Altre coppe | Altre coppe | Totale | Totale |
| Stagione        | Squadra         | Comp            | Pres       | Reti       | Comp            | Pres            | Reti            | Comp               | Pres               | Reti               | Comp        | Pres        | Reti        | Pres   | Reti   |
| --------------- | --------------- | --------------- | ---------- | ---------- | --------------- | --------------- | --------------- | ------------------ | ------------------ | ------------------ | ----------- | ----------- | ----------- | ------ | ------ |
| 2000-2001       | Reggiana        | B               | 1          | 0          | CI              | ?               | ?               | -                  | -                  | -                  | -           | -           | -           | 1+     | 0+     |
| 2001-2002       | Reggiana        | B               | 0          | 0          | CI              | 0               | 0               | -                  | -                  | -                  | -           | -           | -           | 0      | 0      |
| 2002-2003       | Reggiana        | A2              | 22         | 15         | CI              | ?               | ?               | -                  | -                  | -                  | -           | -           | -           | 22+    | 15+    |
| 2003-2004       | Reggiana        | A               | 24         | 8          | CI              | 2               | 2               | -                  | -                  | -                  | -           | -           | -           | 26     | 10     |
| 2004-2005       | Reggiana        | A               | 14         | 4          | CI              | ?               | ?               | -                  | -                  | -                  | -           | -           | -           | 14+    | 4+     |
| 2005-2006       | Reggiana        | A               | 18         | 4          | CI              | ?               | ?               | -                  | -                  | -                  | -           | -           | -           | 18+    | 4+     |
| 2006-2007       | Reggiana        | A               | 20         | 4          | CI              | ?               | ?               | -                  | -                  | -                  | -           | -           | -           | 20+    | 4+     |
| 2007-2008       | Reggiana        | A               | 13         | 1          | CI              | ?               | ?               | -                  | -                  | -                  | -           | -           | -           | 13+    | 1+     |
| 2008-2009       | Reggiana        | A               | 7          | 2          | CI              | ?               | ?               | -                  | -                  | -                  | -           | -           | -           | 7+     | 2+     |
| 2009-2010       | Reggiana        | A               | 13         | 2          | CI              | ?               | ?               | -                  | -                  | -                  | -           | -           | -           | 13+    | 2+     |
| 2010-2011       | Reggiana        | A               | 18         | 2          | CI              | 1               | 0               | -                  | -                  | -                  | SI          | 1           | 0           | 20     | 2      |
| Totale Reggiana | Totale Reggiana | Totale Reggiana | 150        | 42         |                 | 3+              | 2+              |                    |                    |                    |             | 1           | 0           | 154+   | 44+    |
| 2011-2012       | Torres          | A               | 24         | 3          | CI              | ?               | ?               | UWCL               | 3                  | 0                  | SI          | -           | -           | 27+    | 3+     |
| 2012-2013       | Torres          | A               | 13         | 1          | CI              | ?               | ?               | UWCL               | 2                  | 0                  | SI          | 1           | 0           | 16+    | 1+     |
| Totale Torres   | Totale Torres   | Totale Torres   | 37         | 4          |                 | ?               | ?               |                    | 5                  | 0                  |             | 1           | 0           | 43+    | 4+     |
| 2013-2014       | Brescia         | A               | 28         | 6          | CI              | 1               | 0               | -                  | -                  | -                  | -           | -           | -           | 29     | 6      |
| 2014-2015       | Brescia         | A               | 19         | 1          | CI              | ?               | ?               | UWCL               | 2                  | 0                  | SI          | 1           | 0           | 20+    | 1+     |
| Totale Brescia  | Totale Brescia  | Totale Brescia  | 47         | 7          |                 | 1+              | 0+              |                    | 2                  | 0                  |             | 1           | 0           | 50+    | 7+     |
| 2015-2016       | Fiorentina      | A               | 1          | 0          | CI              | 1               | 0               | -                  | -                  | -                  | -           | -           | -           | 2      | 0      |
| 2016-2017       | Sassuolo        | B               | 26         | 42         | CI              | 2               | 1               | -                  | -                  | -                  | -           | -           | -           | 26+    | 42+    |
| 2017-2018       | Sassuolo        | A               | 16+1       | 3+1        | CI              | 2               | 1               | -                  | -                  | -                  | -           | -           | -           | 19     | 5      |
| Totale Sassuolo | Totale Sassuolo | Totale Sassuolo | 43         | 46         |                 | 4+              | 2+              |                    | ?                  | ?                  |             | -           | -           | 45+    | 47+    |
| 2018-2019       | Inter           | B               | 19         | 12         | CI              | -               | -               | -                  | -                  | -                  | -           | -           | -           | 19+    | 12+    |
| 2020-2021       | Cesena          | B               | 20         | 2          | CI              | 2               | 0               | -                  | -                  | -                  | -           | -           | -           | 22     | 2      |
| 2021-2022       | Cesena          | B               | 24         | 15         | CI              | 2               | 2               | -                  | -                  | -                  | -           | -           | -           | 26     | 17     |
| lug.-dic. 2022  | Cesena          | B               | 9          | 4          | CI              | 3               | 3               | -                  | -                  | -                  | -           | -           | -           | 12     | 7      |
| Totale Cesena   | Totale Cesena   | Totale Cesena   | 53         | 21         |                 | 7               | 5               |                    | -                  | -                  |             | -           | -           | 60     | 26     |
| gen.-giu. 2023  | Genoa           | B               | 14         | 5          | CI              | 0               | 0               | -                  | -                  | -                  | -           | -           | -           | 14     | 5      |
| 2023-2024       | Genoa           | B               | 5          | 0          | CI              | 1               | 0               | -                  | -                  | -                  | -           | -           | -           | 6      | 0      |
| Totale Genoa    | Totale Genoa    | Totale Genoa    | 19         | 5          |                 | 1               | 0               |                    | -                  | -                  |             | -           | -           | 24     | 5      |
| Totale carriera | Totale carriera | Totale carriera | 369+       | 137        |                 | 17+             | 5+              |                    | 5+                 | 0+                 |             | 3           | 0           | 400+   | 142+   |

### Cronologia presenze e reti in nazionale
| Cronologia completa delle presenze e delle reti in nazionale ― Italia | Cronologia completa delle presenze e delle reti in nazionale ― Italia | Cronologia completa delle presenze e delle reti in nazionale ― Italia | Cronologia completa delle presenze e delle reti in nazionale ― Italia | Cronologia completa delle presenze e delle reti in nazionale ― Italia | Cronologia completa delle presenze e delle reti in nazionale ― Italia | Cronologia completa delle presenze e delle reti in nazionale ― Italia | Cronologia completa delle presenze e delle reti in nazionale ― Italia |
| Data                                                                  | Città                                                                 | In casa                                                               | Risultato                                                             | Ospiti                                                                | Competizione                                                          | Reti                                                                  | Note                                                                  |
| --------------------------------------------------------------------- | --------------------------------------------------------------------- | --------------------------------------------------------------------- | --------------------------------------------------------------------- | --------------------------------------------------------------------- | --------------------------------------------------------------------- | --------------------------------------------------------------------- | --------------------------------------------------------------------- |
| 21-2-2007                                                             | Almere                                                                | Paesi Bassi                                                           | 2 – 0                                                                 | Italia                                                                | Amichevole                                                            | -                                                                     | 72’                                                                   |
| 9-3-2007                                                              | Lagos                                                                 | Portogallo                                                            | 0 – 1                                                                 | Italia                                                                | Algarve Cup 2007                                                      | -                                                                     | 65’                                                                   |
| 12-3-2007                                                             | Silves                                                                | Italia                                                                | 4 – 1                                                                 | Irlanda                                                               | Algarve Cup 2007                                                      | -                                                                     | 72’                                                                   |
| Totale                                                                |                                                                       | Presenze                                                              | 3                                                                     |                                                                       | Reti                                                                  | 0                                                                     |                                                                       |

#### Under-20
| Cronologia completa delle presenze e delle reti in nazionale ― Italia under 20 | Cronologia completa delle presenze e delle reti in nazionale ― Italia under 20 | Cronologia completa delle presenze e delle reti in nazionale ― Italia under 20 | Cronologia completa delle presenze e delle reti in nazionale ― Italia under 20 | Cronologia completa delle presenze e delle reti in nazionale ― Italia under 20 | Cronologia completa delle presenze e delle reti in nazionale ― Italia under 20 | Cronologia completa delle presenze e delle reti in nazionale ― Italia under 20 | Cronologia completa delle presenze e delle reti in nazionale ― Italia under 20 |
| Data                                                                           | Città                                                                          | In casa                                                                        | Risultato                                                                      | Ospiti                                                                         | Competizione                                                                   | Reti                                                                           | Note                                                                           |
| ------------------------------------------------------------------------------ | ------------------------------------------------------------------------------ | ------------------------------------------------------------------------------ | ------------------------------------------------------------------------------ | ------------------------------------------------------------------------------ | ------------------------------------------------------------------------------ | ------------------------------------------------------------------------------ | ------------------------------------------------------------------------------ |
| 10-11-2004                                                                     | Chiang Mai                                                                     | Italia under 20                                                                | 1 – 2                                                                          | Brasile under 20                                                               | Mondiali under 20 2004 - Fase a gironi                                         | 0                                                                              |                                                                                |
| 13-11-2004                                                                     | Chiang Mai                                                                     | Cina under 20                                                                  | 2 – 1                                                                          | Italia under 20                                                                | Mondiali under 20 2004 - Fase a gironi                                         | 0                                                                              |                                                                                |
| 16-11-2004                                                                     | Chiang Mai                                                                     | Italia under 20                                                                | 1 – 1                                                                          | Nigeria under 20                                                               | Mondiali under 20 2004 - Fase a gironi                                         | 0                                                                              |                                                                                |
| Totale                                                                         |                                                                                | Presenze                                                                       | 3                                                                              |                                                                                | Reti                                                                           | 0                                                                              |                                                                                |

#### Under-19
| Cronologia completa delle presenze e delle reti in nazionale ― Italia under 19 | Cronologia completa delle presenze e delle reti in nazionale ― Italia under 19 | Cronologia completa delle presenze e delle reti in nazionale ― Italia under 19 | Cronologia completa delle presenze e delle reti in nazionale ― Italia under 19 | Cronologia completa delle presenze e delle reti in nazionale ― Italia under 19 | Cronologia completa delle presenze e delle reti in nazionale ― Italia under 19 | Cronologia completa delle presenze e delle reti in nazionale ― Italia under 19 | Cronologia completa delle presenze e delle reti in nazionale ― Italia under 19 |
| Data                                                                           | Città                                                                          | In casa                                                                        | Risultato                                                                      | Ospiti                                                                         | Competizione                                                                   | Reti                                                                           | Note                                                                           |
| ------------------------------------------------------------------------------ | ------------------------------------------------------------------------------ | ------------------------------------------------------------------------------ | ------------------------------------------------------------------------------ | ------------------------------------------------------------------------------ | ------------------------------------------------------------------------------ | ------------------------------------------------------------------------------ | ------------------------------------------------------------------------------ |
| 23-09-2003                                                                     | Kaunas                                                                         | Italia under 19                                                                | 8 – 0                                                                          | Lituania under 19                                                              | Qual. Europeo under 19 2004                                                    | 1                                                                              |                                                                                |
| 25-09-2003                                                                     | Kaunas                                                                         | Italia under 19                                                                | 1 – 1                                                                          | Irlanda del Nord under 19                                                      | Qual. Europeo under 19 2004                                                    | 0                                                                              |                                                                                |
| 27-09-2003                                                                     | Vilnius                                                                        | Russia under 19                                                                | 0 – 0                                                                          | Italia under 19                                                                | Qual. Europeo under 19 2004                                                    | 0                                                                              |                                                                                |
| 20-04-2004                                                                     | Riva del Garda                                                                 | Svizzera under 19                                                              | 1 – 0                                                                          | Italia under 19                                                                | Qual. Europeo under 19 2004                                                    | 0                                                                              |                                                                                |
| 22-04-2004                                                                     | Villa Lagarina                                                                 | Svezia under 19                                                                | 1 – 0                                                                          | Italia under 19                                                                | Qual. Europeo under 19 2004                                                    | 0                                                                              |                                                                                |
| 24-04-2004                                                                     | Arco                                                                           | Italia under 19                                                                | 3 – 2                                                                          | Serbia e Montenegro under 19                                                   | Qual. Europeo under 19 2004                                                    | 1                                                                              |                                                                                |
| 28-07-2004                                                                     | Loviisa                                                                        | Italia under 19                                                                | 5 – 1                                                                          | Russia under 19                                                                | Europeo under 19 2004 - Fase a gironi                                          | 0                                                                              |                                                                                |
| 30-07-2004                                                                     | Hämeenlinna                                                                    | Norvegia under 19                                                              | 0 – 0                                                                          | Italia under 19                                                                | Europeo under 19 2004 - Fase a gironi                                          | 0                                                                              |                                                                                |
| 2-08-2004                                                                      | Hyvinkää                                                                       | Francia under 19                                                               | 3 – 2                                                                          | Italia under 19                                                                | Europeo under 19 2004 - Fase a gironi                                          | 0                                                                              |                                                                                |
| 5-08-2004                                                                      | Hämeenlinna                                                                    | Italia under 19                                                                | 0 – 1                                                                          | Spagna under 19                                                                | Europeo under 19 2004 - Semifinale                                             | 0                                                                              |                                                                                |
| 28-09-2004                                                                     | Tallinn                                                                        | Italia under 19                                                                | 9 – 0                                                                          | Armenia under 19                                                               | Qual. Europeo under 19 2005                                                    | 1                                                                              |                                                                                |
| 30-09-2004                                                                     | Tallinn                                                                        | Italia under 19                                                                | 8 – 0                                                                          | Estonia under 19                                                               | Qual. Europeo under 19 2005                                                    | 0                                                                              |                                                                                |
| 2-10-2004                                                                      | Tallinn                                                                        | Svezia under 19                                                                | 5 – 1                                                                          | Italia under 19                                                                | Qual. Europeo under 19 2005                                                    | 0                                                                              |                                                                                |
| 26-04-2005                                                                     | Pordenone                                                                      | Norvegia under 19                                                              | 3 – 1                                                                          | Italia under 19                                                                | Qual. Europeo under 19 2005                                                    | 0                                                                              |                                                                                |
| 28-04-2005                                                                     | Azzano Decimo                                                                  | Italia under 19                                                                | 2 – 1                                                                          | Inghilterra under 19                                                           | Qual. Europeo under 19 2005                                                    | 0                                                                              |                                                                                |
| 30-04-2005                                                                     | Sacile                                                                         | Moldavia under 19                                                              | 0 – 5                                                                          | Italia under 19                                                                | Qual. Europeo under 19 2005                                                    | 0                                                                              |                                                                                |
| Totale                                                                         |                                                                                | Presenze                                                                       | 16                                                                             |                                                                                | Reti                                                                           | 3                                                                              |                                                                                |

## Palmarès
- Campionato italiano di Serie B: 3

Reggiana: 2002-2003
Sassuolo: 2016-2017
Inter: 2018-2019
- Campionato italiano: 3

Torres: 2011-2012, 2012-2013
Brescia: 2013-2014
- Coppa Italia: 2

Reggiana: 2009-2010
Brescia: 2014-2015
- Supercoppa italiana: 3

Torres: 2011, 2012
Brescia: 2014